# Elaphria semirufa
Elaphria semirufa là một loài bướm đêm trong họ Noctuidae.